# Andrés Useche
Andrés Useche es un escritor, director de cine, artista gráfico, cantante y activista colombiano y estadounidense. 

## Biografía
Andrés Useche nació en Manizales, Colombia, donde publicó su primera caricatura política, "Soy Libre", a los 11 años. En la escuela secundaria, ganó el Premio de Creación Individual del Ministerio de Cultura de Colombia en Artes Gráficas con su novela gráfica Vana Espuma ("Idle Mist"). Al graduarse de la escuela secundaria, Useche compuso "Azul de Noche", un quinteto interpretado por miembros de la Orquesta de Cámara de Manizales.

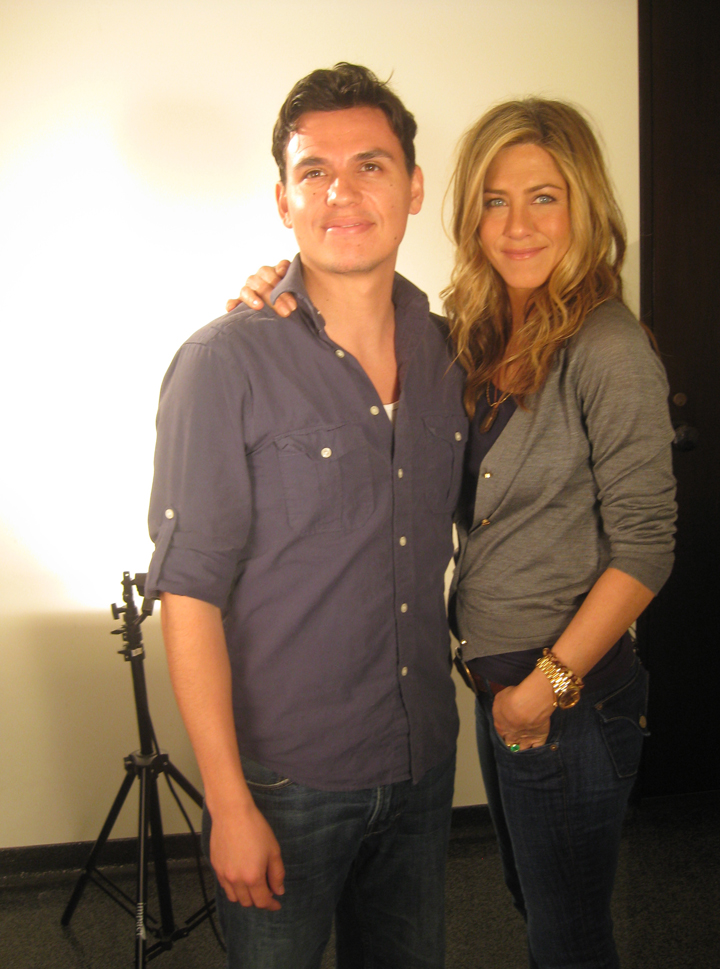
El guionista y director de cine Andrés Useche tras haber dirigido a la actriz Jennifer Aniston en Los Ángeles, California.

En 1998 Useche también realizó documentales y escribió, dirigió, editó, grabó y protagonizó Vana Espuma, una adaptación cinematográfica de 25 minutos de su novela gráfica. La película tenía un presupuesto minúsculo de $100, pero ganó la Mejor Película de Ficción, el Mejor Guion y la Mejor Actriz Premios César, junto con otras nominaciones para Useche al Mejor Actor y Mejor Música. Después de graduarse como diseñador visual con énfasis en Cine de la Universidad de Caldas, Useche se mudó a Los Ángeles, (allí donde más tarde se convertiría en ciudadano de los Estados Unidos), para trabajar en el ámbito del cine.
Su emergente carrera como guionista, director, compositor, editor, productor de cine y activista lo llevaron a colaborar con artistas como  Jennifer Aniston, Ben Stiller, Robin Williams, Paul Rudd, Naomi Watts, Woody Harrelson, James Gandolfini, John Leguizamo and  Tamlyn Tomita, entre muchos otros.
Simultáneamente, Useche enseño escritura, dirección y edición en el contexto de festivales internacionales, en algún momento enseñando una Maestría en escritura de Guion para Cine, TV y Transmedia en una Universidad en los Ángeles.
Andrés Useche apoyo la candidatura de Barack Obama, escribiendo la popular canción Si Se Puede Cambiar, dando conciertos y haciendo videos para involucrar a la comunidad latina y otras minorías en el proceso democrático.  Useche dio entrevistas a noticieros sobre la canción, los videos y su apoyo al candidato demócrata. y finalmente canto sus canciones en dos eventos conmemorativos de la poseción del Presidente Obama. 
Andrés continuó impulsando la reforma migratoria en los Estados Unidos y escribió la canción "Dream to Belong" en apoyo directo del DREAM Act. Primero realizó la canción en Dream Alliance State Wide Summit en Austin, Texas, el sábado 28 de enero de 2012. Una semana después, un breve video de la canción se transmitió por primera vez durante una larga entrevista que Andrés Useche dio a una radio estación fuera de Denver, CO. Useche defendió a los DREAMers durante la entrevista y contrastó el apoyo de Barack Obama a la legislación con la posición republicana en contra.A lo largo de 2012, Andrés también ayudó a las organizaciones DREAM Act, cantó en apoyo de los inmigrantes en Estados Unidos y respaldó esfuerzos que culminaron con la iniciativa "Acción Diferida para los Llegados en la Infancia" (DACA) de la administración Obama que otorga ayuda de deportación y permisos de trabajo a los jóvenes indocumentados.
El video musical de Dream to Belong muestra a Andrés Useche, activistas, DREAMers y políticos que hacen campaña por el DREAM Act y la Reforma Integral de Inmigración en todo el país.El video también incluye camafeos de inmigración Aliados de la reforma como el presidente Barack Obama, el senador Dick Durbin, el congresista Luis Gutiérrez, la secretaria de Estado Hillary Clinton, el escritor satírico Stephen Colbert, la actriz ganadora del Globo de Oro Claire Danes, la actriz y activista Rosario Dawson, la civil la ícono de los derechos humanos Dolores Huerta, la cantante Shakira, la conductora de televisión Cristina Saralegui, el representante Raúl Grijalva y muchos más.
El video también documenta la participación de Benita Veliz en la convención Demócrata, la primera vez en la historia que una persona indocumentada fue invitada a una convención política nacional. Los soñadores y activistas que cantan junto con Useche también pueden ser vistos protestando por la candidatura del republicano Mitt Romney en 2012, quien había jurado vetar el DREAM Act si era elegido presidente. Las señales que se ven sosteniendo en el video dicen "Veto Romney, no el DREAM Act".
El video fue lanzado antes de la primera sesión legislativa de 2013 para apoyar el impulso de la Reforma de Inmigración. Andrés Useche fue una de las "voces que van desde miembros del Congreso hasta defensores reconocidos a nivel nacional" que participó en "Abrazar nuestros valores estadounidenses", un carnaval de reforma a favor de la inmigración celebrado en el aniversario de la adopción por las Naciones Unidas de la Declaración Universal de la Humanidad Derechos. Andrés Useche habló en la Casa Blanca en apoyo de los Derechos de los Inmigrantes, DACA y la reforma migratoria.
Las labores ambientales de Useche lo llevaron a dirigir a Oceans: Sylvia Earle's Journey , un documental sobre la conservación oceánica, narrado y coescrito por la pionera en biología marina Sylvia Earle, la primera científica jefe de la Administración Nacional Oceánica y Atmosférica.
Durante el Día de la Tierra 2015, Useche escribió una canción ambiental llamada Lo Que Vamos a Dejar/What We Leave Behind, y dirigió el video musical que luego se lanzó en apoyo de #ActOnClimate y #CleanPowerPlan del presidente Barack Obama, un esfuerzo para proteger el medio ambiente.
Useche continúo sus charlas y presentaciones audiovisuales en pro del medio ambiente a nivel nacional e internacional, incluyendo  "All 4 The Green" de las Naciones Unidas y el Banco Mundial, en el cual tomo parte el Ministerio Federal de Cooperación Económica de Alemania y el Ministerio de Medio Ambiente de Italia, y fue transmitido en todo el mundo por Connect4Climate desde Bolonga, Italia.   
Useche también dio conciertos y habló sobre la necesidad de la protección ambiental y la concientización sobre el cambio climático, en importantes instituciones educativas como la Universidad de California en Berkeley  y participó recurrentemente en otros eventos nacionales como la Cumbre anual de Green Latinos.
En 2016, Still Here, una película escrita, dirigida, editada y musicalizada por Andrés Useche ganó un premio a la excelencia en un festival internacional de cine de derechos humanos. El premio se otorgó "por los esfuerzos sobresalientes en la narración digital y por luchar con valentía para aumentar la igualdad, la libertad de expresión, erradicar la discriminación y proteger los derechos humanos de todas las personas".
Useche se opuso a la candidatura de Donald Trump y apoyó a la demócrata Hillary Clinton, cantando conciertos en eventos partidistas y no partidistas. Durante la presidencia de Trump, Useche cantó en muchas protestas pacíficas en apoyo de los derechos humanos y de los inmigrantes, incluso en el Capitolio de los Estados Unidos. 
Useche protestó la separación de las familias inmigrantes por parte de la administración Trump y cantó una serie de conciertos masivos "Families Belong Together" en 2018. 
[7] Useche, junto con Kamala Harris, en ese entonces senadora de California,  y varias organizaciones de derechos humanos, participó en una protesta frente al centro de detención de Otay donde se encontraban detenidos niños inmigrantes separados de sus padres .
Como líder de la OFA de California,  , Andrés Useche organizó esfuerzos para incrementar el voto durante las elecciones del Congreso de 2018.  Los candidatos al congreso personalmente respaldados por Useche incluyeron a Mike Levin, también respaldado por el expresidente Barack Obama.  Levin ganó sus elecciones y los demócratas recuperaron el liderazgo en el congreso al alcanzar la posición de mayoría en la Cámara de Representantes.
Una fracción de la participación de Andrés Useche como cantante en protestas y eventos apoyando los derechos de los inmigrantes en todo Estados Unidos fue destacada por un documental de PBS: Frontline que se transmitió por televisión en 2019 .

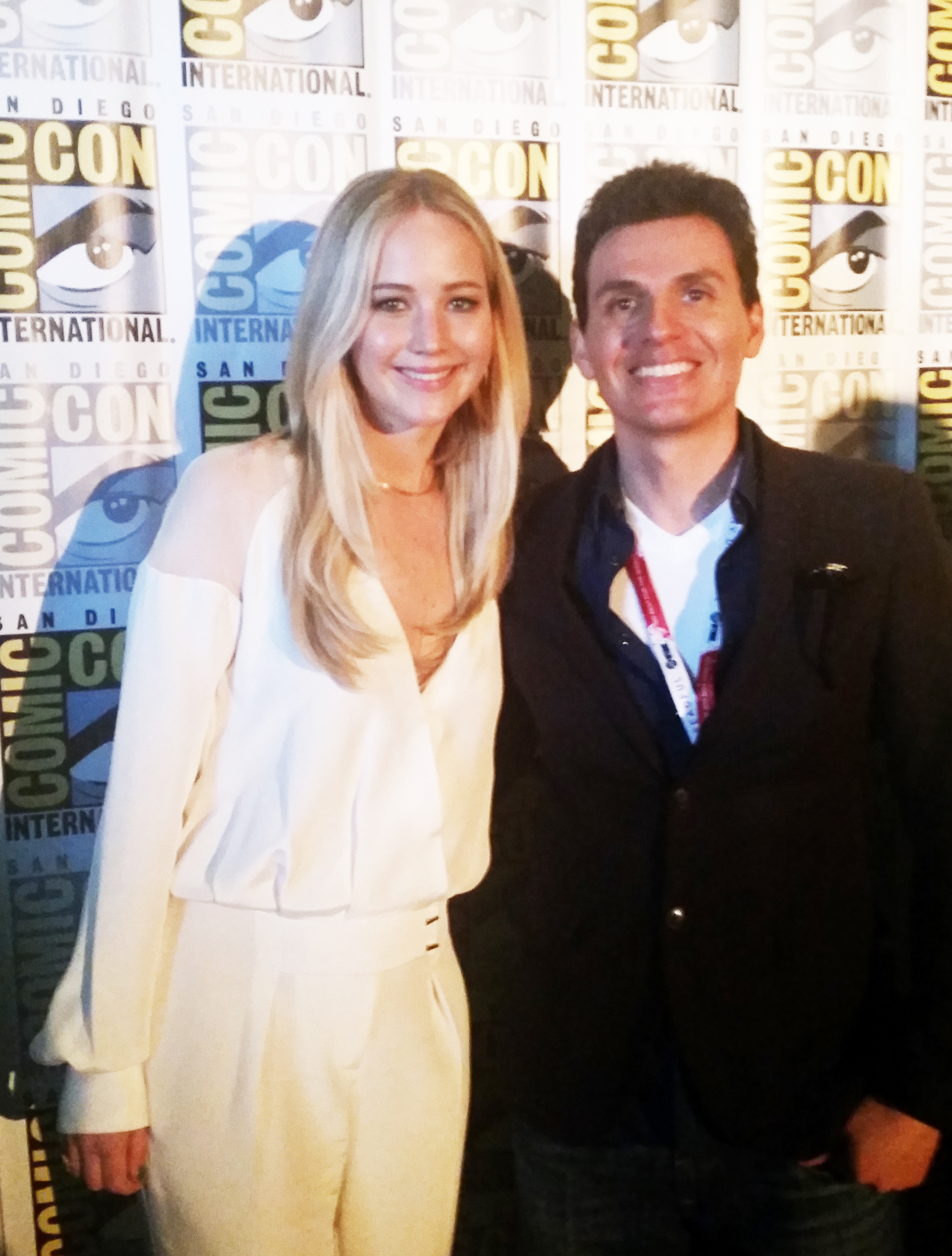
Dos artistas invitados por San Diego Comic-con, la actriz Jennifer Lawrence y el escritor y director Andrés Useche, llegando a un evento.

Las participación de Useche en eventos internacionales ese año incluyen su regreso a San Diego Comic-con como panelista y concertista.  En esta retrospectiva de su carrera, Useche habló sobre cómo aprovechar el potencial del arte y los medios para empoderar a las voces de quienes piden justicia social y ambiental. 
Useche escribió, dirigió y compuso la música de su proyecto The Flame You Keep como protesta a la discriminación institucionalizada en contra los inmigrantes de países mayoritariamente musulmanes y en respuesta a la detención y la deportación de solicitantes de asilo en la frontera de Estados Unidos dos iniciativas controversiales de la administración de Trump. El trabajo de Useche narra varias historias de refugiados reflejando su difícil situación. En 2020, esta obra cinematográfica obtuvo premios y reconocimientos alrededor del mundo.  The Peace Studio estrenó el primer tráiler.
Andrés Useche respaldó a los demócratas Joe Biden y Kamala Harris en la campaña del 2020 y colaboró con los equipos Todos con Biden y AAPIs for Biden, creando música, videos y transmedia para apoyar la campaña de Biden y Harris. El trabajo de Useche incluyó varios videos musicales para su propia canción original de apoyo a Biden-Harris: "All On The Line"(Subtitulada al español como Un Momento Crucial). Los videos escritos, dirigidos, producidos y coeditados por Andrés Useche, fueron filmados parcialmente después de que el COVID-19 llegara a los EE. UU. y también honran a los trabajadores médicos. El proyecto también celebra el  movimiento pacífico Black Lives Matter, así como las contribuciones de los trabajadores esenciales, incluida la comunidad inmigrante. El documental "All On The Line" incluye la participación de Joe Biden, Kamala Harris, Jill Biden, Dolores Huerta, Barack Obama, Michelle Obama, Stacey Abrams, Douglas Emhoff, Gabby Giffords, Charlotte Clymer, Tom Pérez, Mike Levin, Eva Longoria, entre otros. La versión "Unity" del video dirigido por Useche se estrenó durante la parte virtual de la inauguración presidencial de los Estados Unidos el 20 de enero de 2021.
En una entrevista que Andrés Useche le dio al canal CNN News18 sobre su último video musical, el director y compositor habló sobre su proceso de colaboración y la urgente necesidad de rechazar el trumpismo y la supremacía blanca. También elogió a la administración entrante de Biden Harris por sus propuestas políticas inclusivas y la diversidad de las elecciones de personal para los más altos cargos en la Casa Blanca de Biden.